# Butsuryū-ji

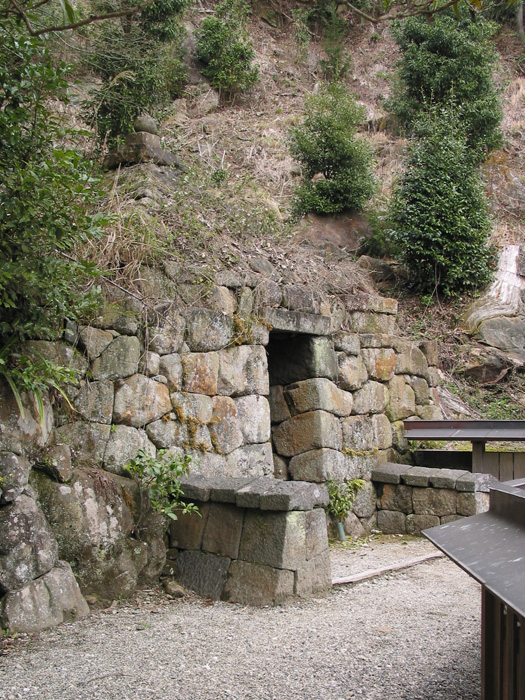
Chambre de pierre de l'époque de Heian à Butsuryū-ji, (BCI)

Le Butsuryū-ji (仏隆寺 or 佛隆寺) est un temple bouddhiste Shingon du IXe siècle situé à Uda, préfecture de Nara au Japon. Il se trouve à environ quatre kilomètres au sud-ouest du Murō-ji par le mont Murō.

## Histoire
Selon une lettre officielle datée de 946, le Butsuryū-ji a été fondé en 850 par Kenne (堅恵), disciple de Kukai, sous le patronage d'Okitsugu. À la mort de Kenne, Shinsei et Kanshin lui ont succédé. Une inscription sur la cloche du temple de 863 célèbre de la même façon la fondation du temple par Kenne. Il n'existe plus de la cloche qu'un fragment, conservé au temple; l'inscription est connue par des copies, dont un exemplaire du XIVe siècle à présent conservé à Kanazawa Bunko. Une carte du mont Murō (宀一山図) datée de 1314 dans la même collection, situe la tombe de Kenne au temple; elle est généralement identifiée avec l'insolite chambre de pierre au toit octogonal de Butsuryū-ji. Bien que les bâtiments actuels sont plus récents, une statue de Kenne se tient toujours à côté de celles de Kukai et de  Jūichimen Kannon sur l'autel.
Étant donné qu'aussi bien Butsuryū-ji que Murō-ji renvoient au mont Murō, il semble que les deux ont été parfois confondus ou amalgamés : une encyclopédie du début du XVIIIe siècle mentionne le premier temple sous le nom « Nyonin Kōya » ou « Kōyasan pour femmes », appellation habituellement réservée au deuxième temple, se référant à l'interdiction de la fréquentation des femmes, interdiction assouplie en 1872. Un marqueur de pierre sur la route de Butsuryū-ji indique encore « Mont Murō Nyonin Kōya ».

## Patrimoine culturel
- Chambre de pierre datée du IXe siècle[1] ou fin de l'époque de Heian[3] (bien culturel important)[4]
- Cerisier âgé de neuf cents ans (« monument naturel du Japon »)[5],[6],[7].

Il existe également un tō en pierre à treize niveaux datant de 1330 et dédié à Shuen, importante personnalité du début de l'histoire de Murō-ji.

## Source de la traduction
- (en) Cet article est partiellement ou en totalité issu de l’article de Wikipédia en anglais intitulé « Butsuryū-ji » (voir la liste des auteurs).